# Campo Santo (Gand)

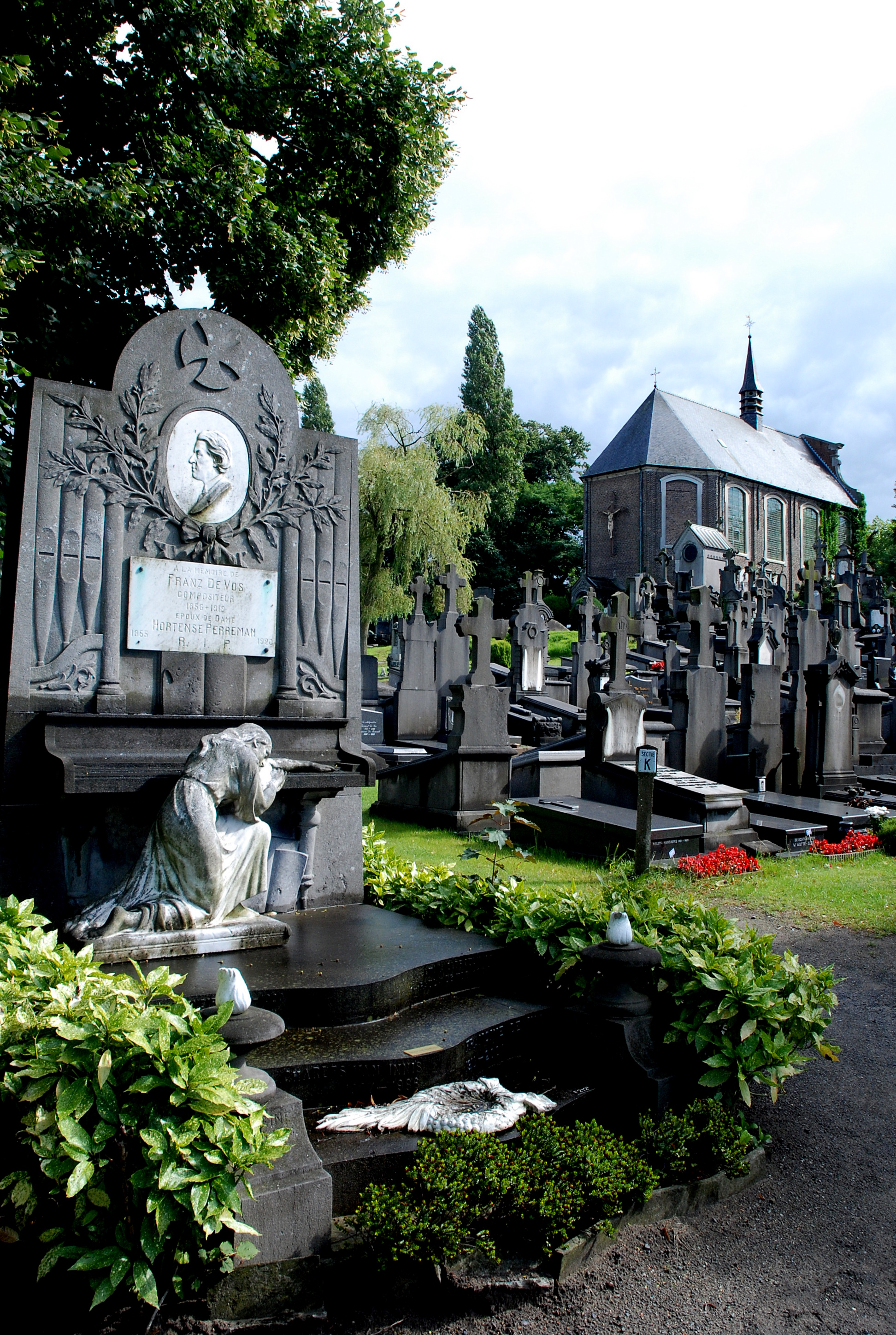
Campo Santo

Campo Santo è un grande cimitero a Sint-Amandsberg, una parte della città belga di Gand, chiamato come il cimitero di Campo Santo a Roma. È un cimitero dove sono sepolte molte celebrità cattoliche, ma anche alcuni liberi pensatori. Ci sono molti letterati, pittori e compositori artistici sepolti.
Il cimitero si trova su una collina sulla quale Sant'Amando avrebbe predicato nel VII secolo, con alla sua punta più alto la tarda cappella barocca di Sant'Amando (1720) e gli alberi che erano già presenti al primo funerale nel 1847 del benefattore Marie de Hemptinne.
L'élite culturale, finanziaria e cattolica trova qui la sua dimora finale sotto costose lapidi, di cui 131 protette.

## Storia
Sulla cima della collina, 19 m, il vescovo Philips Erard van der Noot eresse una cappella in stile barocco in onore di Sant'Amando nel 1720. La borghesia cattolica romana di Gand ha favorito questo posto per le sepolture importanti: quasi tutte le grandi famiglie cattoliche hanno le loro tombe qui. Situato in cima a una collina alta 19 metri, prende il nome dall'originale romano. Il cimitero fu aperto l'8 dicembre 1847 da don Jozef van Damme, il parroco locale. Una delle primissime sepolture fu quella della contessa Maria di Hemptinne.
A partire dal 2016 questo è ancora il luogo di sepoltura di famosi artisti cattolici, nobili e politici di Gand.

## Persone conosciute sepolte
Alcuni personaggi famosi che sono sepolti lì:
- Gustave De Battice, vescovo ausiliare di Gand
- Filip De Pillecyn, letterato
- Christine D'haen, poetessa e scrittrice di prosa
- Luc De Vos, musicista, autore e eroe popolare di Gand
- Charles Doudelet, pittore
- Albert Dutry, pittore e critico d'arte
- Marie Dutry-Tibbaut, pittrice
- Jan Grauls, linguista
- Jozef Guislain, psichiatra
- Corneille Heymans, premio Nobel per la medicina, 1938
- Jan Hoet, esperto d'arte
- Laurens De Keyzer, scrittore, giornalista, compositore glorificato
- Robert Hoozee, direttore del Museum of Fine Arts
- Karel Lodewijk Ledeganck, poeta di De Drie Zustersteden, tra gli altri
- Rosalie Loveling, autore
- Ferdinand Lousbergs, industriale
- Wilfried Martens, politico, primo ministro del Belgio
- Frans Masereel, intagliatore di legno
- Louis Minard, capomastro
- Jules de Saint-Genois (Jules Ludger barone di Saint-Genois des Mottes), archivista / scrittore / storico
- Ferdinand Augustijn Snellaert, scrittore fiammingo
- Valentin Vaerwyck, capomastro
- Philippe Vandenberg, artista
- Gustave van de Woestijne, pittore
- Karel van de Woestijne, autore
- Cyriel Van Gent, attore
- Charles Van Lerberghe, letterato
- Astère Vercruysse de Solart, industriale / diplomatico / deputato / senatore
- Leo Vindevogel, deputato, sindaco di guerra Ronse
- Dries Wieme, attore
- Jan Frans Willems, letterato
- Marc Sleen, fumettista

Su una piccola collina c'è un monumento per i belgi caduti da entrambe le guerre mondiali. Tra le tombe borghesi vi sono anche due inglesi caduti nella Seconda guerra mondiale.
Il Kapelleberg era protetto come memoriale come parte del cimitero e una parte del cimitero era protetta insieme alla chiesa parrocchiale, all'ex municipio e al monumento ai caduti come paesaggio urbano.